# Пинский завод искусственных кож
Пинский завод искусственных кож (бел. Пінскі завод штучных скур) – бывшее промышленное предприятие по производству искусственных кож и изделий из них, располагавшееся в городе Пинск Брестской области Беларуси. Существовало в 1959–2024 годах.

## История
Пинский завод искусственных кож начал работу в 1959 году. С 1975 года – в подчинении Всесоюзного промышленного объединения искусственных кож и плёночных материалов Министерства лёгкой промышленности СССР, с 1989 года – в подчинении Министерства лёгкой промышленности БССР (затем – Республики Беларусь). В 1992 году вошёл в состав концерна «Беллегпром». С 1995 году организационно-правовая форма изменена на открытое акционерное общество. Сокращённое название с 1995 года – ОАО «Искож».
По состоянию на 2001 год завод производил искусственные мягкие шкуры, столовые клеёнки, переплётный и плёночный материал, кожгалантерейные и поливинилхлоридные изделия, товары народного потребления.
По состоянию на 1 января 2019 года государству принадлежало 76,1% акций.
По итогам 2018 года выручка предприятия составила 5,2 млн руб., чистый убыток – 0,2 млн руб., непокрытый убыток – 6,6 млн руб.. По состоянию на 1 января 2019 года на предприятии работало 147 человек.
4 сентября 2019 года ОАО «Банк БелВЭБ» подало заявление о возбуждении производства по делу об экономической несостоятельности (банкротстве) компании. 22 мая 2024 года Экономический суд Брестской области признал ОАО «Искож» банкротом и начал ликвидационное производство.